# Henoticus californicus
Henoticus californicus is een keversoort uit de familie harige schimmelkevers (Cryptophagidae). De wetenschappelijke naam van de soort werd in 1843 gepubliceerd door Carl Gustaf Mannerheim.